# Karl von Fischern
Karl August Friedrich Adolf von Fischern (* 16. Februar 1796 in Liebenstein; † 13. Juni 1875 in Hildburghausen) war ein deutscher Jurist und Politiker.

## Leben
Seine Eltern waren der herzoglich sachsen-meiningische Kammerherr, Oberforstmeister und Hauptmann Friedrich Ludwig von Fischern (* 5. April 1769; † 30. Januar 1834) und dessen Ehefrau Amalie Charlotte Karoline von Uttenhoven (* 25. März 1777; † 12. März 1856). Sein Hauptrufname war August.
Er studierte Rechtswissenschaften in Jena. Während seines Studiums wurde er 1816 Mitglied der Urburschenschaft. 1817 nahm er am Wartburgfest teil. 1821 bis 1823 war er Mitglied der Regierung von Meiningen, 1822 als Regierungsrat, 1823 als Oberregierungsrat. 1826 bis 1935 und 1841 bis 1848 war er Mitglied des Geheimen Ratskollegiums. 1826 wurde er Ministerialrat, 1829 Mitglied des Landesministeriums Meiningen. 1831 bis 1836 war er Direktor des Verwaltungssenats der Landesregierung. 1835 wurde er Regierungsdirektor. Er war politischer Ratgeber des Herzogs Bernhard II. von Sachsen-Meiningen. 1836 bis 1863 war er Präsident des Oberlandesgerichts, seit 1850 auch des Appellationsgerichts in Hildburghausen.
August Karl von Fischern war mehrfach verheiratet und hatte Kinder. Er war Ehrenritter des Johanniterordens.

## Ehrungen
- Ehrendoktor (Dr. jur. hc.) der Universität Jena
- 1843: Wirklicher Geheimer Rat
- 1844: Exzellenz